# Conde Só Brega
Ivanildo Marques da Silva (Recife, 15 de Janeiro de 1954), mais conhecido pelo seu nome artístico Conde Só Brega ou Conde, é um cantor e compositor brasileiro. O artista é conhecido por ser vocalista da banda O Conde e a Banda Só Brega, que lançou sucessos da música brega em Pernambuco entre as décadas de 1990 e 2000.

## Biografia
Ivanildo Marques da Silva nasceu e cresceu no bairro da Mustardinha, subúrbio da Zona Oeste do Recife. Ele recebeu o apelido de "Conde" por parte dos avós ainda na infância, por ter nascido com cabelos e olhos claros. Ivanildo tinha uma irmã gêmea que faleceu aos 4 anos de idade. Sua carreira artística começou na adolescência, tocando guitarra na banda do pai, Antônio, quando algum músico faltava aos shows. Ele chegou a tocar em uma banda chamada Os Gigantes de Surubim. Ao lado de dois irmãos, fundou a banda Farofa com Charque, que pegou carona no sucesso das bandas de forró estilizado do cearense Emanuel Gurgel nos anos 1990. Vendo o sucesso da Banda Labaredas no Recife, ele decidiu fundar o projeto Banda Só Brega, que depois passa a se chamar O Conde e a Banda Só Brega, em 1999.
O principal sucesso da carreira é Não Devo Nada a Ninguém, uma composição Robson Ricardo. A vida é Assim, Azafama, Pensando em Você e Espelho do Poder são alguns outros exemplos de canções que repercutiram nos subúrbios do Grande Recife. O grupo lançou nove discos, seis coletâneas e quatro DVDs, embora apenas uma compilação de sucessos seja encontrada nas plataformas digitais. A banda O Conde e a Banda Só Brega se tornou um dos expoentes do brega romântico em Pernambuco - posteriormente também conhecido como "brega das antigas". O grupo é constantemente citado juntamente a nomes como Reginaldo Rossi, Leonardo Sullivan, Augusto César, Banda Labaredas e Adilson Ramos como referências do brega no estado.[carece de fontes?]
Na vida pessoal, Ivanildo da Silva teve 15 filhos com 14 mulheres diferentes. São quatro filhos homens e 11 mulheres. Ivanildo Marques da Silva Júnior, um dos filhos mais jovens, passou a aparecer em programas e páginas do jornalismo policial de Pernambuco ao ser preso por roubo de carro. Na década de 2010, o Conde passa a realizar shows em um circuito voltado para o brega nostálgico, principalmente na agenda do Clube das Pás, no Recife.
Em 2017, o cantor deu entrada em uma unidade de terapia intensiva por conta de um começo de pneumonia que o deixou sem respirar, mas se recuperou e segue realizando apresentações na capital pernambucana. No mesmo ano, a música A vida é assim inspirou o título do livro Ninguém é perfeito e a vida é assim: a música brega em Pernambuco (Outros Críticos, 2017), de Thiago Soares, professor e pesquisador da Universidade Federal de Pernambuco. A publicação foi financiada pelo Governo de Pernambuco, através do Fundo Pernambucano de Incentivo à Cultura (Funcultura).
Em 2019, o Conde foi uma das atrações do evento Capital do Brega, realizado pela Rede Globo com a Prefeitura do Recife, como um representante da "primeira fase do brega". No mesmo ano, foi convidado para o episódio da última temporada do programa É o Pipoco!, também da TV Globo, gravado no Morro da Conceição. Na ocasião, ele disse ser fã de artistas como Luiz Evaldo Braga, Ney Matogrosso, Queen, Amy Winehouse, Luciano Pavarotti e Andrea Bocelli.

## Discografia

### Álbuns de estúdio
- (2014): 20 Super Sucessos: Banda Só Brega
- (2022): Setenta Mil Vozes (Ao Vivo)

### Singles
- Espelho do Poder (2000)